# Seconde Formule
Albums de Hocus Pocus
Première Formule
(1996) Acoustic HipHop Quintet
(2002)
Seconde Formule est le premier album de Hocus Pocus, composé à l'époque de 2 MCs : 20Syl et Cambia, et 1 DJ : Greem.

## Liste des titres
1. Seconde Formule (intro)
2. 100% autoproduction
3. Une zone de tensions
4. Les conquistadors
5. Légende
6. 10 que tu penses
7. Taille
8. Panique au saloon
9. J'reste humble
10. Coups 2 cross
11. T.O.M.Y
12. J'lache du leste
13. Sals plans
14. Tout dans le style
15. D contract
16. Pas d'imposture
17. 7 fa 7